# Hoplostethus shubnikovi
Hoplostethus shubnikovi is een straalvinnige vissensoort uit de familie van zaagbuikvissen (Trachichthyidae). De wetenschappelijke naam van de soort is voor het eerst geldig gepubliceerd in 1980 door Kotlyar.